# Казаковцев, Аркадий Козьмич
Аркадий Козьмич Казаковцев (26 декабря 1898, д. Казаковцевы, Вятская губерния, Российская империя — 13 октября 1970, Москва, СССР) — советский военачальник, генерал-лейтенант (08.09.1945).

## Биография
Родился 26 декабря 1898 года в крестьянской семье в деревне Казаковцевы, ныне в Орловском районе Кировской области. Русский.
В 1916 году окончил Орловское реальное училище, в том же году поступил в Томский технологический институт. Но его закончить не удалось. В мае 1917 года по мобилизации был призван в армию в запасной батальон в городе Нижний Новгород, а в июне направлен в 3-ю Петергофскую школу прапорщиков, которую окончил 21 октября 1917 года и получил должность младшего офицера роты 106-го запасного стрелкового полка, расположенного в городе Вятка. В составе этого полка принимал участие в установлении Советской власти в Вятской губернии. В марте 1918 года после расформирования полка демобилизовался и возвратился в свою деревню.
С 8 октября 1918 года на службе в РККА — командир взвода 37-го стрелкового полка 5-й стрелковой дивизии. В этой должности принимал участие в боях против войск Колчака в районе города Малмыжа. Затем воевал на Западном фронте. Участник Советско-польской войны.
По окончании войны остался служить в РККА на различных командных и штабных должностях. После окончания академии Генерального штаба РККА, как одного из способных выпускников, полковника Казаковцева назначили преподавателем кафедры общей тактики Военной академии им. М. В. Фрунзе. Им написан учебник, в трех книгах, по общей тактике (оборона и наступление стрелкового полка), за который Комитетом по делам высшей школы ему было присвоено ученое звание — доцент на кафедре общей тактики.
С ноября 1939 года — начальник оперативного отдела штаба 13-й армии. В этой должности принял участие в советско-финской войне. За разработку боевых операций и организацию управления войсками в сложных зимних условиях в 1940 года награждён орденом Красного Знамени. С 1 апреля 1940 года комбриг Казаковцев назначен начальником штаба 36-го стрелкового корпуса Киевского Особого военного округа. 28 июня — 3 июля 1940 года в составе корпуса принял участие в Походе РККА в Бессарабию. С 22 июня 1940 года генерал-майор Казаковцев назначен заместителем начальника штаба Дальневосточного фронта — начальником оперативного отдела штаба фронта. Член ВКП(б) с 1941 года.
С началом Великой Отечественной войны служит в прежней должности. Войска фронта активно готовились к возможному вторжению японских войск на территорию СССР на стороне гитлеровской Германии: строились приграничные укрепрайоны, многочисленные оборонительные полосы и укрепления в тылу, отрабатывались навыки войск для ведения боевых действий в обороне. Также фронт активно готовил войска и пополнения для действующей армии. Наряду с этим, в конце 1943 года Ставка ВГК поставила перед командованием фронта задачу изучения дислокации и состояния японской Квантунской армии и предварительной отработки будущих наступательных действий против неё. Во время войны Казаковцев неоднократно с командующими войсками выезжал в штаб и войска Западного фронта для изучения военного опыта.
С началом Советско-японской войны в начале августа 1945 года назначен заместителем начальника штаба 2-го Дальневосточного фронта — начальником оперативного управления штаба фронта. 9 августа фронт перешёл в наступление против японских на сунгарийском, цицикарском и жаохэйском направлениях. Войска фронта форсировали реки Амур и Уссури, высадили Сахалянский десант и прорвали долговременную оборону противника в районе Сахалян, преодолели горный хребет Большой Хинган. 20 августа войска фронта заняли Харбин, вышли в районы Калочжань, Лунчжень, Саньсин, Боли. Японские войска не смогли оказать серьёзного сопротивления на этих участках и после 20 августа начали массово сдаваться в плен. 11 августа части фронта начали наступление на Южный Сахалин и к 18 августа заняли большую его часть. В период 19 — 25 августа в портах Маока и Отомари были высажены морские (в Отомари, кроме того и воздушный) десанты. 25 августа был занят административный центр Южного Сахалина — город Тоёхара. К началу сентября последние японские части прекратили сопротивление. К 1 сентября были заняты все острова Большой Курильской гряды. За успешное планирование и осуществление указанных операций генерал-лейтенант Казаковцев был награждён орденом Кутузова I степени.
После окончания войны, с ноября 1945 года, назначен на должность начальника штаба Дальневосточного военного округа. С марта 1953 года — заместитель начальника Главной инспекции Министерства обороны СССР. В 1959 году генерал-лейтенант Казаковцев был уволен в отставку. Проживал в Москве.
Умер 13 октября 1970 года в Москве, похоронен там же на Химкинском кладбище.

## Награды
СССР
- орден Ленина (21.02.1945)[5][6]
- три ордена Красного Знамени (07.04.1940[7], 03.11.1944[6][8], 06.11.1947[6][9])
- орден Кутузова I степени (08.09.1945)[10]
- орден Красной Звезды (04.06.1944)[11]
  - медали в том числе:
  - «XX лет Рабоче-Крестьянской Красной Армии» (1938)[11]
  - «За победу над Германией в Великой Отечественной войне 1941—1945 гг.» (1945)[7]
  - «За победу над Японией» (1945)[7]

Других государств
- медаль «Китайско-советская дружба» (КНР)[12]